# القرنات (إب)

تعديل مصدري - تعديل

القرنات محلة تابعة لقرية ذى عجزب، التابعة لعزلة ميتم بمديرية إب إحدى مديريات محافظة إب في الجمهورية اليمنية.، بلغ تعداد سكانها 26 حسب تعداد اليمن لعام 2004.